# Dina (Pakistán)
Dina (en urdú y panyabí: دینہ) es una ciudad en plena expansión comercial en el distrito de Jhelum en la provincia de Panyab (Pakistán). Está a unos 16 kilómetros al noroeste de la ciudad de Jhelum, donde hay un cruce con la carretera a la Presa de Mangla y Fuerte de Rohtas. El histórico camino de tronco magnífico pasa por el centro de la ciudad. Una pequeña industria que existe en la ciudad, como industria de la madera, industria del hierro y de mármol fuera de la ciudad. La principal fuente de ingresos de los residentes de la ciudad es ingreso de divisas. Como un gran número de ciudadanos de la ciudad se establecieron en el extranjero. Se estima que alrededor del 60 por ciento de la gente está en países extranjeros. Segunda fuente principal de ingresos es el empleo militar en Pakistán. La fuente de ingresos en los pueblos cercanos es la agricultura.

## Gobierno
En 1977, un comité municipal se estableció en Dina, pero el estado de la ciudad fue cambiado a una subdivisión administrativa o tehsil de Jhelum Distrito. La ciudad está dividida en dos consejos de la Unión: UC 23 y UC 24.

## Geografía
La ciudad está situada en 33° 1' 42 N y 73° 36' 4 E, y tiene una altitud de 275 metros (905 pies) [1] y tiene una superficie de unos 21.880 acres (88,5 km²).

## Tribus y clanes
Las tribus Jats, Ghakkars, Mughals, gujjars, Mirzas, Kashmiri Butts y balouch tienen el control principal sobre las actividades políticas, y ocupan la mator parte del terreno de la ciudad de Dina.

## Pueblos
- Bara Giran
- Burha Jungla
- Boharian
- Chak Akah
- Chahmala
- Channi Gujran
- Chakyam
- Chak Daria
- Chak Hafizan
- Chittan
- Dhadhowal
- Dhowal
- Dhoke Moka
- Dhoke Padhal
- Dhok Rajghan
- Dhok Ranga
- Gaggar Khurd
- Gaggar klan
- Hari
- Jandalah
- Kala Gujran
- Kantrila
- Kurlan
- Khojaki
- Khukha
- Maldev
- Mehtah
- Motah
- Mota Gharbi
- Muftian
- Nakki
- Nakodar
- Natain
- Pandori
- Pind Jatah
- Rehana
- Rohtas
- Said Husain
- Sagri

## Barrios de Dina
- Domeli Mohallaha
- Khalilabad Mohallaha
- Station Mohallaha
- Naya(New) Mohallaha
- Liaqat Town
- Quaid e Azam Town
- Mahsoom Mohallaha
- Islam Pura Mohallaha
- Mughal abad
- Iqbal Town

- Datos: Q1226177
- Multimedia: Dina, Pakistan / Q1226177